# Cordillera de la Costa (Pacífic Sud)

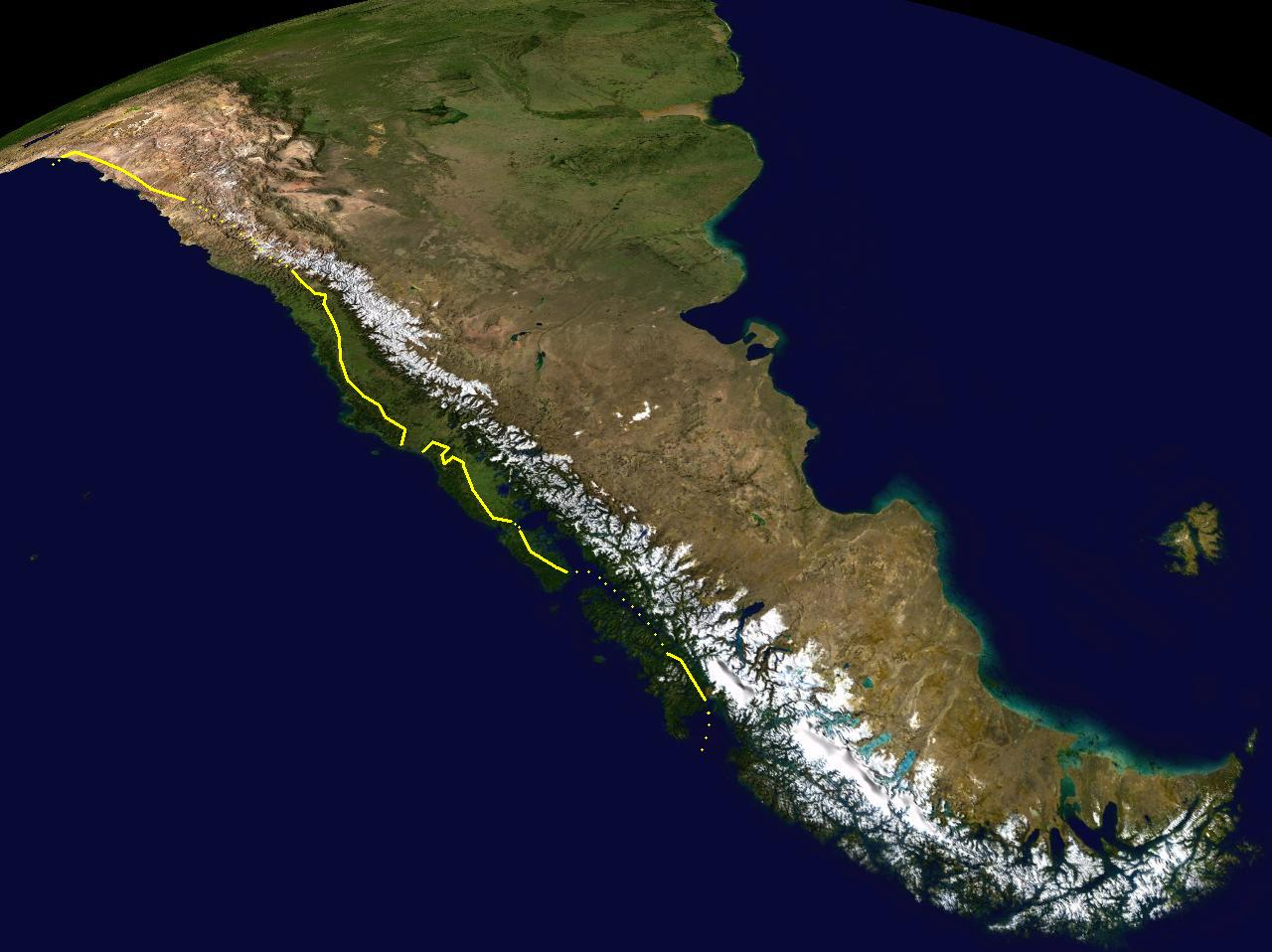
Cordillera de la costa.

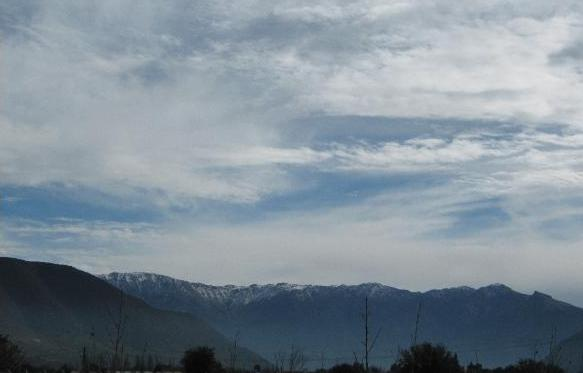
Cordillera de la Costa.

La Serralada litoral de Xile, (Cordillera de la Costa), és una de les quatre macroformes de relleu principal de la geografia de Xile que es desenvolupen en sentit nord-sud. S'estén al llarg de 3.000 km i està format per muntanyes i turons arrodonits per l'erosió. És una serralada més baixa que la dels Andes però té una orogènesi més antiga i els cims més alts ultrapassen els 3.000 m d'altitud. S'inicia al Morro de Arica, ubicat al sud d'Arica, i acaba internant-se a l'oceà Pacífic a la península de Taitao.
Les màximes altituds de la Cordillera de la Costa es troben a:
- La sierra Vicuña Mackenna, al sud-oest de la Regió d'Antofagasta, entre Antofagasta i Taltal:
  - El cerro Vicuña Mackenna (3114 m)
  - El cerro Armazones (3064 msnm)
  - El cerro Yumbes (2392 msnm)
- La cordillera del Melón, a la Regió de Valparaíso
  - El Morro Chache (2338 msnm)
  - El cerro Altos de Cantillana (2318 msnm)[2]
  - El cerro Picorete (2277 msnm)
  - El cerro El Roble (2222 msnm),[2] a Caleu
  - El cerro Vizcachas (2108 msnm)[2]
  - El cerro La Campana (1910 msnm).[2]

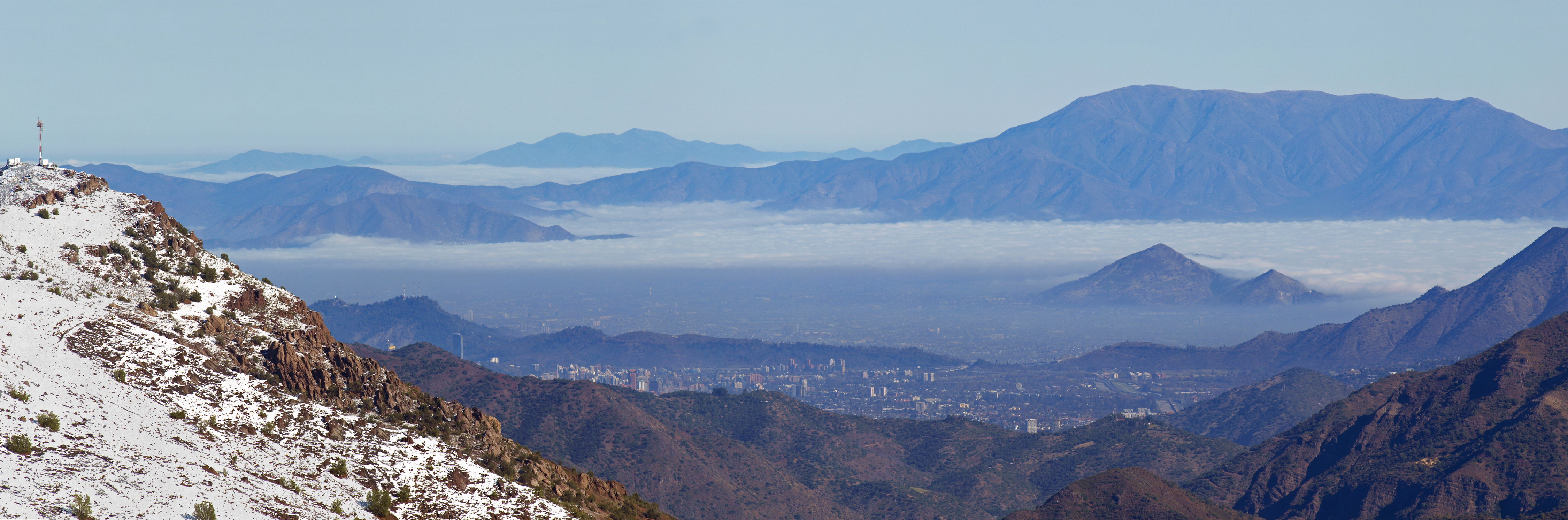
Cordillera de la Costa al fons amb els Andes en primer pla.

Al Perú hi ha petits trams d'aquesta serralada al Departament d'Ica, amb el cerro Tunga, de 1200 msnm. Un altre tram està entre Tumbes i Piura, amb pics que ultrapassen els 2000 msnm. A l'Ecuador, hi ha a la Regió Litoral d'Ecuador, ocupant les províncies d'Esmeraldas, Manabí, Guayas i Santa Elena. Inclou les serralades de Colonche, Convento, Balzar, Atacames i Cojimíes, amb una altitud mitjana d'uns 800 metres.